# Giuseppe Antonio Torri
Giuseppe Antonio Torri (Bologna, 8 novembre 1658 – Bologna, 15 maggio 1713) è stato un architetto italiano.

## Biografia
Nacque da una famiglia di architetti. Suo padre era Giovanni Battista, dal quale ricevette un'educazione di tipo pratico e col quale collaborò a vari progetti, come l'ampliamento della chiesa di Santa Maria in Galliera (1684) e la costruzione del cortile del Collegio Ungarico (1700). Nel 1688 fu pagato per la realizzazione di un modello in legno dello scalone di palazzo Ranuzzi. In seguito fu richiesto anche da altre famiglie senatorie: ad esempio, progettò palazzo Isolani nel 1708 e la facciata di via Clavature di palazzo Pepoli Nuovo l'anno seguente. Nel 1697 venne nominato architetto pubblico. Contribuì inoltre a risistemare palazzo Poggi e disegnò il tratto collinare del portico di San Luca.
Nel frattempo, sempre nel 1697 fu chiamato ad intervenire nel completamento di Sant'Andrea a Mantova e del Duomo nuovo di Brescia. Ricevette ulteriori commissioni a Lucca ed in altre città emiliane e romagnole: ad esempio, suo è il progetto di San Domenico a Modena. Fra i suoi allievi, quello maggiormente degno di nota è Alfonso Torreggiani.